# Fernsehnorm

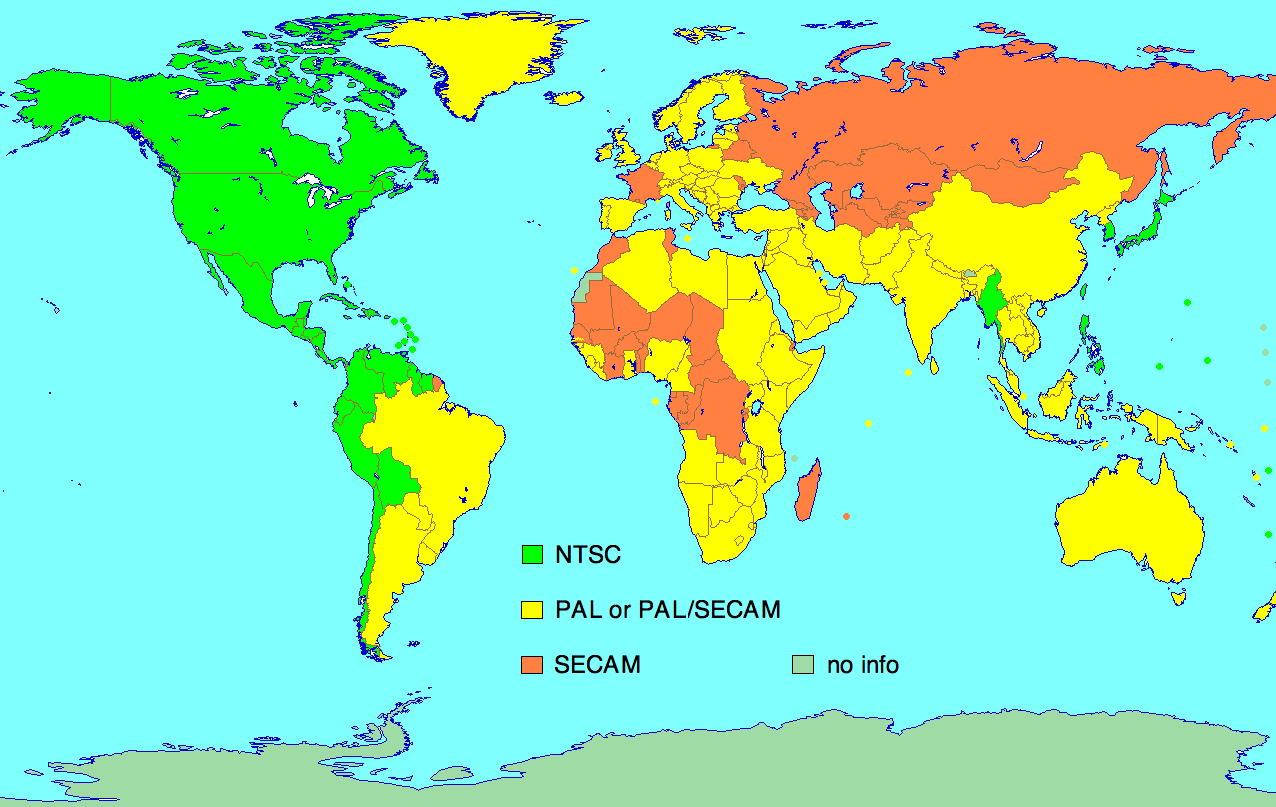
Karte der drei analogen Farbfernsehsysteme (Stand: 2005)
NTSC
PAL oder PAL/SECAM
SECAM

Eine Fernsehnorm legt den Aufbau von elektrischen Fernsehsignalen zur unidirektionalen Übertragung von Bewegtbildern mit Ton mittels Broadcasting fest.
Weiterhin werden bei Trägerfrequenzübertragung die Frequenzen von möglichen Übertragungskanälen festgelegt, die konkrete Belegung wird bei Antennenübertragung durch die ITU festgelegt.
Die Übertragung beinhaltet die Übertragung von Bildinformationen (meist zusammen mit Farbartinformationen), von mindestens einem Tonkanal und von begleitenden Zusatzinformationen (Teletext, Untertitel).
Es gibt Fernsehnormen für analoges und für digitales Fernsehen. Analoge Fernsehnormen sind hochgradig auf die Übertragung einer Art von Fernsehbildern angepasste Normen, digitale Fernsehnormen bestehen aus zwei separierbaren Teilen, der Übertragung von digitalen Daten und der digitalen Kodierung von Bewegtbildern durch die übertragenen Daten.
Analoge Fernsehnormen gab es
- für Antennen- und Kabelfernsehen (bis auf Frequenzbelegung identisch) sowie
- für Satellitenfernsehen.

Digitale Fernsehnormen gibt es
- für Antennenfernsehen (DVB-T, ISDB-T, ATSC/VSB, DTMB),
- für Kabelfernsehen (DVB-C, ISDB-C und J83B),
- für Satellitenfernsehen (DVB-S, ISDB-S und DSS) sowie
- für Mobilgeräte (DVB-H).

Die Normen sind hierbei an die unterschiedlichen Übertragungsmedien angepasst. So ist Satellitenfernsehen gegenüber den anderen Normen an größere HF-Bandbreite (27–32 MHz statt 6–8 MHz) und an die sehr geringere Signalqualität (SNR: 8–12 dB statt 32–52 dB) angepasst. Auf Antennenfernsehen spezialisierte (digitale) Normen versuchen mit Mehrwegempfang zurechtzukommen, was bei Kabel kaum notwendig ist. Für alle genannten Normen gibt es grundsätzlich Normwandler zur Umwandlung in kompatible Signale der jeweiligen anderen Normen.

## Geschichte

### Erste Normen
Ähnlich wie schon bei der weltweiten Ausbreitung des Hörfunk bestand auch für das Fernsehen der Bedarf nach internationaler Regulierung. Allerdings war beim Fernsehen wesentlich mehr festzulegen als nur Bandbreite, Senderabstand und die zu vergebenen Sendefrequenzen, denn Hörfunksender übertrugen ja lediglich Töne. Beim Fernsehfunk kommt zum Ton- das Bildsignal hinzu.
Fast gleichzeitig mit der Entwicklung des Schwarz-Weiß-Fernsehens wurde auch schon mit dem Farbfernsehen experimentiert. Bei den ersten Versuchen wurden mehrere Varianten entwickelt. Beispielsweise probierte der Fernsehpionier John Logie Baird für sein mechanisches Fernsehen ein System mit zwei Farben. Andere experimentierten entweder mit drei Kanälen (in jedem Kanal wurde jeweils ein Teilbild in einer der drei Grundfarben übertragen) oder der Übertragung über einen Kanal und synchronisiert rotierender Farbfilter vor Kamera und Empfänger. Hierbei musste allerdings eine wesentlich höhere Anzahl von Einzelbildern übertragen werden, damit der Eindruck eines flimmerfreien Bildes entsteht. Der amerikanische Fernsehsender CBS stellte 1943 ein Farbfernsehsystem mit schnell rotierenden Farbfiltern vor.
Übertragen wurden Bilder bei diesen frühen Versuchen des CBS-Farbfernsehen mit der Übertragungsnorm von 405 Zeilen und 144 Bildern pro Sekunde. Das Bild war zwar sehr gut, jedoch waren beispielsweise die Farbempfänger mit den Farbfilterscheiben durch diese sehr viel größeren Scheiben vor dem kleinen Bildschirm sehr klobig, laut und nicht kompatibel mit dem inzwischen eingeführten System mit 525 Zeilen und 60 Halbbildern pro Sekunde.
1941 führte die US-amerikanische Behörde Federal Communications Commission (FCC) ihre erste Schwarz-Weiß-Norm mit einem 525 Zeilenbild und dem Ton-Bild-Abstand von 4,5 MHz ein (siehe auch → National Television Systems Committee).
In Deutschland wurden 1935, zur Einführung des Fernsehens, 180 Zeilen bei 25 Vollbildern pro Sekunde als Norm verwendet, jedoch schon 1937 durch 441 Zeilen mit 50 Halbbildern ersetzt. In Großbritannien wurden bei der Einführung des Fernsehens zunächst mit 240 Zeilen bei 25 Vollbildern und 405 Zeilen mit 50 Halbbildern (ausgestrahlt im wöchentlichen Wechsel) experimentiert. Auch dort entschied man sich nach nur einem Jahr für die Norm mit 405 Zeilen, später „Norm A“ genannt. In Frankreich wurde das Fernsehen mit 453 Zeilen offiziell eingeführt, während der Deutschen Besatzung Frankreichs wurde die Norm auf 441 Zeilen geändert und auch nach Kriegsende vorläufig beibehalten, zeitweise im Parallelbetrieb mit der neuen 819-Zeilen-Norm.

### Nachkriegsnormen
Großbritannien führte 1946 einen britischen Fernsehstandard mit 405 Zeilen pro Vollbild ein,
Frankreich folgte 1948 mit einem eigenen Sendestandard mit 819 Zeilen pro Vollbild.
In den Jahren 1945 bis 1952 wurde eine Harmonisierung der Fernsehnormen angestrebt, die in einem Abschlussdokument
am 28. Juni 1952 endete.
Die Empfehlung von 625 Zeilen/Vollbild bei 50 Hz Halbbildfrequenz wurde von allen Länder bis auf Frankreich (und seiner Kolonien, z. B. Marokko) und Großbritannien/Irland/Isle of Man/Kanalinseln verwendet, alle anderen Ländern nutzten oder wechselten (z. B. Philips/Niederlande hatten mit 567 Zeilen angefangen) auf die 625/50-Norm.
Diese Festlegung hatte den Vorteil, eine zur NTSC-Norm (Nordamerika, Japan) sehr ähnliche Zeilenfrequenz zu haben. Diese, auch als 525/60 geschriebene Norm
weist mit 15750 Hz eine von der 625/50-Norm mit 15625 Hz nur minimal abweichende Frequenz (−0,8 %) auf. Das erlaubte sowohl die Wiederverwendung der Vertikalansteuerung bei Produkten der beiden Normgebiete wie auch mit noch vertretbarem Aufwand Multinorm-Geräte. Mit Einführung der RCA-Farbnorm (NTSC, kompatibel zu bestehenden SW-Geräten) im Jahr 1954 verringerte sich diese Differenz auf −0,7 %.
Das Bild besteht dabei aus 287½ sichtbaren Zeilen pro Halbbild sowie 25 unsichtbaren Zeilen pro Halbbild, von denen 2½ Zeilen als Vertikalaustastimpuls benutzt werden. Das ergibt zusammen 625 Zeilen, die bei 50 Hz Halbbildfrequenz jeweils exakt 64 µs dauern. Das Signal ist inklusive von Vor- und Nachtrabanten exakt festgelegt, um die exakte Verkämmung der beiden Halbbilder zu gewährleisten.
Die in Nordamerika und Japan etablierte NTSC-Norm nutze dagegen 241½ sichtbaren Zeilen pro Halbbild sowie 21 unsichtbaren Zeilen pro Halbbild, von denen 2½ Zeilen als Vertikalaustastimpuls benutzt werden. Das ergibt zusammen 525 Zeilen, die bei 60 Hz (ab 1954: 60/1,001 Hz) Halbbildfrequenz jeweils 63,49... µs (63,55... µs) dauern.
Trivia: Die 13,5 MHz Pixeltakt der Bildausgabe von DVD-Spielern ist ein ganzzahliges Vielfaches der Zeilenfrequenz sowohl der 625/50-Norm (864-fache) wie der 525/60-Norm (858-fache).
1961 wurde diese dann in Stockholm mit gewissen Abänderungen (insbesondere die Festlegung der Kanalbandbreite auf 7 MHz und einem Abstand der Ton- und Bild-Trägerfrequenz von 5,5 MHz) zum offiziellen Normenvorschlag, der sogenannten „Gerber-Norm“ des CCIR, erklärt (benannt nach dem Vorsitzenden der CCIR-Arbeitsgruppe Walter Gerber). Dagegen verwendeten einige mitteleuropäische Länder (wie bis 1956/57 auch die DDR) und die Mehrzahl der osteuropäischen Länder die auf 8 MHz erweiterten Frequenzbänder und einen Ton-Bildträger-Abstand von 6,5 MHz, allerdings wie die CCIR-Norm eine Zeilenzahl von 625. Sie wird als OIRT-Norm bezeichnet. Einige der OIRT-Länder wechselten im 21. Jahrhundert zur CCIR-Norm.

## Klassifizierung
Analoge Fernsehnormen erzeugen ein komplexes analoges Multiplex-Signal, das trickvoll verschachtelt Schwarzweiß, Farbe und Toninformationen beinhaltet. Es ist genau ein Bildsignalaufbau möglich.
Jede Norm ist hierarchisch aufgebaut:
- Timing des Videosignals
  - Bildfrequenz und Zeilenfrequenz, Zeilensprung
  - Austastlücken und deren Lage
  - Aufbau der Synchronsignale
- Signal im Basisband (DC bis 6...10 MHz), auch als FBAS-Signal bekannt.
  - Schwarzweißsignal im Basisband (bei Basisbandsignalen ist auch Pegel und Impedanz festgelegt)
    - (begleitende Informationen für Teletext und Untertitel)

  - Farbartsignal im Basisband
  - (Tonsignal im Basisband)
- Signal im Trägerband (VHF/UHF), auch als HF-Signal bekannt.
  - Frequenz
  - Restseitenbandlage und -breite
  - Polarität der Bildmodulation
  - Abstand des oder der Tonträger
- Signal im Trägerband für Satelliten (SHF, erste SAT-ZF im UHF)
  - Preemphasis Bild und Frequenzhub
  - Frequenzspreizung durch Dreiecksignal
  - Modulation und Lage der Tonunterträger (FM, FM Panda/Wegener oder ADR, bis zu 8 Tonträger auf 7,02+0,18·n MHz möglich, die häufig für drei bis sechs zusätzliche Radioprogramme benutzt wurde)

Digitale Fernsehnormen definieren die Kodierung von digitalen Daten sowie die Interpretation dieser Daten.
Letztes ist mit Normen der ISO/IEC (z. B. ISO/IEC 13818:2022 oder ISO/IEC 14496:2021) gekoppelt. Die Verwendung der Daten ist vielfältiger als die von analogen Fernsehnormen, so sind im Allgemeinen verschiedene Videoauflösungen und -wiedergabenfrequenzen möglich bis hin zum kompletten Fehlen eines Videosignals (wie z. B. Radio über DVB-T in Großbritannien).
Die Normen sind hierarchisch aufgebaut:
- gemultiplexer Datenstrom (Transport-Stream), enthält mehrere (typ. drei bis dutzende) Fernseh- oder Radioprogramme.
  - jeweilige Daten für die Bildkodierung
    - Wobei verschiedene Auflösungen und Bildfrequenzen möglich sind und Austastlücken nur bei der Übertragung dekodierter Signale wieder eine Rolle spielen (Definition dieser erfolgt durch die VESA)

  - jeweilige Daten für die Tonkodierung(en)
  - begleitende Informationen (Programmguide, Firmware-Updates, Wetterinformationen, ...)

Prinzipiell können alle Signale über Kabelnetze übertragen werden, nicht nur über kurze Entfernungen von der Antenne/Parabolantenne zum Empfangsgerät, sondern auch über größere Antennenanlagen ohne aufwändige Frequenz- und Normenumsetzung (siehe auch Unicable-SAT-ZF-Verteilung). Die Art und Weise der Übertragung wird durch die Norm selbst nicht festgelegt.

## Analoge Fernsehnormen

### Schwarz-Weiß
In der Anfangszeit des Fernsehens (1930er bis 1950er Jahre) erfolgte die Übertragung lediglich schwarz-weiß. Bereits in dieser Zeit entwickelten sich die technischen Normen in verschiedenen Ländern auseinander. Während des Zweiten Weltkrieges unterbrachen viele Länder ihre Fernsehaktivitäten und stiegen bei der Wiederaufnahme zum Teil auf eine andere Norm um.
Die nach dieser Umbruchphase noch gebräuchlichen Normen wurden von der ITU mit Römischen Zahlen und aktuell mit Großbuchstaben bezeichnet und wie folgt klassifiziert:
| Norm- Code | Zei- len | Bildrate (Hz) | Tonträger (MHz) | Farbhilfsträger (MHz)         | Raster (MHz) | Bildsignal (MHz) | Restseiten- band (MHz) | Polarität der Bildmodulation | Ton- modulation | Band    | überwiegendes Farbsystem | Länder/Jahr                                                                  |
| ---------- | -------- | ------------- | --------------- | ----------------------------- | ------------ | ---------------- | ---------------------- | ---------------------------- | --------------- | ------- | ------------------------ | ---------------------------------------------------------------------------- |
| – ∗        | 441      | -             | −2,80           | -                             | -            | -                | -                      | positiv                      | AM              | VHF/UHF |                          | USA, Deutschland, Japan, Italien, UdSSR, 1938–48; Frankreich: bis mind. 1952 |
| A (A)      | 405      | 25            | −3,50           | (2,66)                        | 5            | 3,0              | 0,75                   | positiv                      | AM              | VHF/UHF | keine Farbe → I          | UK/Irland, 1936–85                                                           |
| I          | 625      | 25            | +5,9996         | 4,43361875                    | 8            | 5,5              | 1,25                   | negativ                      | FM, 50 µs       | VHF/UHF | PAL                      | UK/Irland, ab 1962                                                           |
| J          | 525      | 30            | +4,50           |                               | 6            | 4,2              | 0,75                   | negativ                      | FM, ?? µs       | VHF/UHF | NTSC                     | Japan, ab 1960                                                               |
| M (M)      | 525      | 30            | +4,50           | NTSC: 3,5795454 PAL: 3,575611 | 6            | 4,2              | 0,75                   | negativ                      | FM, ?? µs       | VHF/UHF | NTSC                     | Mexiko, USA, Japan                                                           |
| B (B)      | 625      | 25            | +5,50           | 4,43361875                    | 7            | 5,0              | 0,75                   | negativ                      | FM, 50 µs       | VHF/UHF | PAL (DDR: SECAM)         | fast alle europäischen Länder, Australien                                    |
| G          | 625      | 25            | +5,50           | 4,43361875                    | 8            | 5,0              | 0,75                   | negativ                      | FM, 50 µs       | VHF/UHF | PAL (DDR: SECAM)         | Norm B → UHF                                                                 |
| D (D)      | 625      | 25            | +6,50           | 4,25 / 4,40625                | 8            | 6,0              | 0,75                   | negativ                      | FM, ?? µs       | VHF/UHF | SECAM                    | GUS, Osteuropa, China                                                        |
| K          | 625      | 25            | +6,50           | 4,25 / 4,40625                | 8            | 6,0              | 0,75                   | negativ                      | FM, ?? µs       | VHF/UHF | SECAM                    | Norm D → UHF                                                                 |
| C          | 625      | 25            | +5,50           | 4,43                          | 7            | 5,0              | 0,75                   | positiv                      | AM              | VHF/UHF |                          | Belgien, Italien, Niederland, Luxemburg, 1953–78                             |
| H          | 625      | 25            | +5,50           | 4,43361875                    | 8            | 5,0              | 1,25                   | negativ                      | FM, 50 µs       | VHF/UHF | PAL                      | Belgien, Luxemburg, Niederlande                                              |
| K'(K1)     | 625      | 25            | +6,50           | 4,25 / 4,40625                | 8            | 6,0              | 1,25                   | negativ                      | FM, ?? µs       | VHF/UHF | SECAM                    | Französische Überseegebiete                                                  |
| L          | 625      | 25            | +6,50           | 4,25 / 4,40625                | 8            | 6,0              | 1,25                   | positiv                      | AM              | VHF/UHF | SECAM                    | Frankreich, Luxemburg, ab 1970er Jahre                                       |
| N (N)      | 625      | 25            | +4,50           | PAL: 3,58205625               | 6            | 4,2              | 0,75                   | negativ                      | FM, 50 µs       | VHF/UHF | PAL                      | Argentinien, Uruguay                                                         |
| E (E)      | 819      | 25            | +11,15          | 8,37                          | 14           | 10,0             | 2,00                   | positiv                      | AM              | VHF/UHF |                          | Frankreich, Monaco, 1949–85                                                  |
| F (F)      | 819      | 25            | +5,50           | ./.                           | 7            | 5,0              | 0,75                   | positiv                      | AM              | VHF/UHF |                          | Belgien, Luxemburg, 1953–71                                                  |

### Terminologie und Parameter

Zeilensprungverfahren

Beispiele einer kombinierten Bezeichnung aus den ITU-Festlegungen mit den Großbuchstaben-Codes für Schwarz-Weiß-Normen und für eine verwendete und dem angewendeten Farbfernsehsystem lauten folgendermaßen:
- PAL J   = PAL-System mit  Schwarz-Weiß-Norm J
- NTSC M  = NTSC-System mit  Schwarz-Weiß-Norm M
- SECAM L = SECAM-System mit  Schwarz-Weiß-Norm L

Die wichtigsten Parameter sind die Zeilenzahl, Bildwechsel pro Sekunde, Bild/Ton-Abstand, Ton-Modulation (FM oder AM) und Polarität der Bild-Modulation (positiv oder negativ). Die übrigen Spalten beziehen sich auf die spezielle Bandbreite, die ein TV-Kanal insgesamt zur Übertragung des Ton- und Bildsignales im Spektrum benötigt.
All diesen TV-Normen gemeinsam ist das Zeilensprungverfahren (Interlacing), d. h. jedes Vollbild wird in zwei aufeinanderfolgenden Halbbildern übertragen, so dass sich die doppelte Halbbildfrequenz ergibt.

### Kanalraster VHF
- System B: E-2…E-12 (CCIR außer F, Monaco, Italien)
- System M: A-2…A-13 (FCC)
- System D: R I…R XII (OIRT)
- System A: B-1…B-14 (UK alt)
- System I: I-B, I-D, I-F, I-H, I-J (Irland)
- System F: F-2, F-4…F-12, F-8 A (F)
- System B: A, B, C, D, E, F, G, H, H1 (Italien)
- System B’: 4…10 (Marokko)
- System B": 0…11, 5 A (Australien)
- System B: 1…9 (NZ)
- System M: J-1…J-12 (Japan)

### Kanalraster UHF
- System G: E-21…E-72 (nicht FCC)
- System M: A-14…A-83 (FCC)
- System M: J-45…J-62 (Japan)

### Farbe
Das Farbfernsehen kam später hinzu, für die USA und Japan schon in den 1950er Jahren und für die übrige Welt ab den 1960er Jahren.
Nach ersten Verfahren in den Jahren 1940 bis 1954, die quasi vollständig inkompatibel zum bestehenden Schwarz-Weiß-Fernsehen waren, kristallisierte sich die unbedingte Forderung der Rückwärtskompatibilität heraus. Weiterhin wurden Bildröhren entwickelt, die drei Primärfarben gleichzeitig darstellen konnten.
Beides zusammen führte zu Farbfernsehnormen, die den Schwarzweißnormen lediglich ein Farbsignal in Form eines Hilfsträgers zur Colorierung hinzufügten und damit die Primärfarben gleichzeitig zur Verfügung standen.
Schwarz-Weiß-Empfänger nutzen diesen Zusatzträger nicht und empfangen Farbsendungen daher wie gewohnt in Schwarzweiß mit nur wenig sichtbaren Bildstörungen; so wird die Kompatibilität hergestellt. Farbempfänger dekodieren Schwarzweiß- und Farbsignal und generieren aus beiden zusammen das Farbbild, das auf Farbbildröhren dargestellt wird. Dieses Verfahren ist allen terrestrischen Analog-Normen gemeinsam.
Das hinzugefügte Farbsignal wurde auf grundlegend drei verschiedenen Arten moduliert: NTSC, PAL und SECAM. Grundsätzlich kann jede der drei Farbnormen mit jeder der Schwarzweiß-Normen A–N kombiniert werden. Tatsächlich werden PAL und SECAM jedoch meistens mit einer der 625/25-Normen und NTSC ausschließlich
mit Norm M verwendet. Es existieren allerdings auch „Hybride“ wie z. B. PAL auf Norm M in Brasilien.

## HF-Übertragung (analog)
Unberücksichtigt bleiben bei dieser Betrachtung antennenspezifische Parameter, die zum Einfangen des Signals notwendig sind, wie Antennenrichtung, Polarisation, Antennenstandort.

### Terrestrische Übertragung
Bei klassischer terrestrischer Übertragung sind die Parameter:
- Bildträgerfrequenz (es gibt festgelegte Kanalraster für jede Norm, auch wenn dies bei modernen Empfängern aufgrund der kontinuierlichen Durchstimmbarkeit nicht mehr von Belang ist),
- Größe des größeren und des kleineren Seitenbandes sowie die Lage des größeren Seitenbandes,
- Positiv- oder Negativmodulation, Schwarz- und Weißpegel,
- Abstand und Richtung des Tonträgers,
- Modulation des Tonträgers (AM oder FM), bei FM verwendete Preemphasis
- diverse Zweikanaltonverfahren zur Übertragung von mehreren Audiokanälen.

### Kabelgebundene Übertragung
Kabel nutzt genau die gleichen Parameter wie die klassische terrestrische Übertragung. Es sind aber weitere Frequenzen zulässig, die bei der klassischen terrestrischen Übertragung für nicht-Fernseh-Zwecke reserviert sind; diese liegen
- zwischen Band II und Band III: Unterer Sonderkanalbereich,
- zwischen Band III und 300 MHz: Oberer Sonderkanalbereich,
- zwischen 302 MHz und Band IV: Erweiterter Sonderkanalbereich, auch Hyperband genannt.

### Satelliten-Übertragung
Bei der klassischen, analogen Satelliten-Übertragung sind die Parameter:
- Mittenfrequenz FM-Träger,
- Nominalhub,
- Video-Preemphasis,
- Hubbegrenzung,
- Abstand der Tonträger,
- Modulation des Tonträgers (FM oder QPSK bei ADR), bei FM verwendete Preemphasis.

## HF-Übertragung (digital)
DVB, ATSC, ISDB

### Digital terrestrisch
DVB-TDie verwendete Modulation ist OFDM mit QPSK, 16QAM oder 64QAM auf jedem Einzelträger.
DVB-H (mobile Geräte)Die verwendete Modulation ist ebenfalls OFDM.
DVB-T2 (nicht kompatibel)

### Digital Satellit
DVB-SDie verwendete Modulation ist QPSK,
DVB-S2Hier wird neben QPSK auch 8PSK verwendet.
DVB-S2XZusätzlich sind 16APSK und 32APSK möglich

### Digital Kabel
DVB-CEs werden verschiedene Arten der Quadraturamplitudenmodulation verwendet (16QAM, 64QAM oder 256QAM), je nach gewünschter Robustheit.
DVB-C2Es wird ein COFDM-Verfahren mit Quadraturamplitudenmodulation auf jedem Einzelträger verwendet (16QAM bis 4096QAM). DVB-C2 hat in der Praxis derzeit noch so gut wie keine Bedeutung (Stand 2019), da auch mit dem bisherigen DVB-C-Standard bereits eine Übertragung von HDTV-Kanälen möglich ist.

## Signalübertragung im Basisband (analog)
Bei analoger Übertragung im Basisband kommt jetzt noch als Bildparameter dazu:
- Farbmodulation (PAL, NTSC, SECAM)
- Farbträgerfrequenz (3,58… MHz: NTSC-3.58, 4,43… MHz: PAL-4.43 und NTSC-4.43, 4.25 und 4.406… MHz: SECAM)
- Größe der horizontalen Austastlücke (12 von 64 µs)
- Größe der vertikalen Austastlücke (24,5…25 Zeilen bei CCIR, 19,5…22,5 bei FCC)

## Signalübertragung im Basisband (digital)
Für die digitale Übertragung des Bildes wird MPEG-2 (H.262) oder MPEG-4 (H.264, H.265) verwendet (selten auch MPEG-1), für Ton kommt sowohl MPEG-1 und MPEG-2 Audio (Layer 2 oder AAC) als auch Dolby Digital (AC-3 bzw. E-AC3) zum Einsatz, wobei MPEG Audio obligatorisch ist. Üblicherweise gibt es aber Einschränkungen:
- bestimmte Bildformate
- maximale Datenrate
- GOP-Länge
- zeitlicher Bild-Ton-Offset

## Bildparameter
Folgende Parameter sind dann die eigentlichen Bildparameter:
- Bildfrequenz
- Verwendung von Zeilensprung oder progressiver Abtastung
- Zeilenanzahl
- Lage der Primärfarben im CIElab-Farbraum
- Gammawert für die Zuordnung zwischen Wert und Helligkeit
- Bei analoger Übertragung: horizontale Auflösung
- Bei digitaler Übertragung: horizontale Pixelanzahl
- Pixelgeometrie bzw. Verhältnis von Bildhöhe und Bildbreite

### Terminologie
Oft wird auch im digitalen Bereich „PAL“ als Abkürzung für „625 Zeilen/25 Bildwechsel pro Sekunde mit PAL-Farbträger“ und „NTSC“ als Abkürzung für „525 Zeilen/30 Bildwechsel pro Sekunde mit NTSC-Farbträger“ verwendet. Dies ist jedoch falsch, weil im Digitalen fast ausschließlich Komponentensignale zum Einsatz kommen, und die genaue Angabe der TV-Norm eines Landes Schwarz-weiß-Norm + Farbnorm ist. So verwenden z. B. die USA die Norm M mit NTSC, der größte Teil Westeuropas Norm B/G mit PAL, die frühere DDR Norm B/G mit SECAM, der größte Teil Osteuropas Norm D/K mit SECAM oder PAL, Frankreich Norm L mit SECAM. Viele ehemalige SECAM-Länder sind inzwischen zu PAL migriert, behalten jedoch in der Regel die unterliegende Schwarz-weiß-Norm bei.

### Zusatzfunktionen
Weiterhin gibt es beim analogen Fernsehen unterschiedliche Normen für
- Stereoton: A2, NICAM, MTS
- Textdienste: Teletext, Antiope, Closed Captioning
- Kompatible Breitbild-Übertragung: PALplus

## (Teil-)Digital
- PALplus: eine Erweiterung von PAL, abwärtskompatibel
- D2-MAC: brachte vor allem durch getrennte (Zeitmultiplexte) Übertragung des Bildsignals, des Farbsignals und des Digitalen Tonsignales eine Qualitätsverbesserung, wurde hauptsächlich über Satellit übertragen, konnte sich nicht durchsetzen.
- HDTV: Sammelbegriff für Fernsehnormen mit höheren Auflösungen
- DVB: Digital Video Broadcasting, Sammelbegriff für verschiedene digitale Fernsehnormen

Die digitalen Fernsehnormen orientieren sich an einigen Kenndaten der analogen Fernsehnormen, wie Zeilenzahl und Bildfrequenz. Zur Komprimierung der Daten wird in der Regel der MPEG-2-Standard verwendet.
Im Unterschied zu analogen Fernsehnormen existiert bei digitalen Fernsehnormen als weiteres Merkmal die Anzahl Spalten eines Bildes. Zusammen mit der Anzahl Bildzeilen erhält man so die so genannte Bildauflösung in Bildpunkten (Pixel). Die Spaltenzahl wird dabei idealerweise so gewählt, dass sich bei der Bilddarstellung die Höhe der einzelnen Pixel nicht wesentlich von ihrer Breite unterscheidet. Statt des traditionellen Bildverhältnisses von 4:3 wird wegen der veränderten Anzeigegeräte (Flachbildfernseher und Videoprojektoren) verstärkt 16:9 eingesetzt.